# 土佐市バイパス
土佐市バイパス（とさしバイパス）は、高知県高知市から仁淀川を越えて土佐市に至る、延長4.3kmの国道56号バイパスである。

## 概要
- 起点 : 高知県高知市春野町弘岡上（旧・吾川郡春野町[注釈 1]）
- 終点 : 高知県土佐市蓮池[1]
- 延長 : L=4.3km[1]
- 規格 : 第4種1級[1]
- 設計速度 : V=60km/h[1]
- 道路幅員 : W=32.0m[1][注釈 2]
- 車線幅員 : W=3.5m[1]
- 車線数 : 4車線[1]

### 概説
慢性的な交通渋滞の解消や交通事故の減少や四国横断自動車道（高知自動車道）の土佐ICへのアクセス強化を主な目的として計画された。
道路整備は高知市春野町弘岡上から土佐市高岡町芝までの1工区（L=1.9km）と土佐市高岡町芝から同市蓮池までの2工区（L=2.4km）とに分けて進められ、2000年3月に最初の区間が暫定2車線で供用して以降、開通や4車線化拡幅が順次進められて2014年11月迄に全線が4車線で供用した。
国道56号の隣接区域では春野拡幅事業や土佐道路が整備されており、当バイパスはこれらと一体的に高知市-土佐市間を連続4車線通行可能な広域ネットワークを構築している。

## 沿革
- 1987年（昭和63年）度[いつ?] : 都市計画決定[1]
- 1989年（平成元年）度 : 2工区（L=2.4km）事業着手[1]
- 1994年（平成6年）度 : 2工区用地買収着手[1]
- 1997年（平成9年）度 : 2工区工事着手[1]
- 2000年（平成11年）[いつ?]3月 : 野田交差点間から土佐市高岡町芝間（L=1.1km）暫定2車線供用開始[1]
- 2000年（平成11年）[いつ?]11月 : 土佐市高岡町芝から土佐市蓮池間（L=0.3km）暫定2車線供用開始
- 2000年（平成12年）度 : 1工区（L=1.9km）事業着手
- 2002年（平成13年）[いつ?]9月16日 : 土佐ICおよびインターアクセス路（L=0.3km）の供用に伴い高知自動車道と接続
- 2004年（平成15年）[いつ?]2月15日 : 暫定2車線供用済み区間を含む土佐市高岡町甲から土佐市蓮池間（L=2.4km）を4車線で供用開始[1]
- 2009年（平成21年）2月28日 : 土佐市高岡町芝地内（L=0.7km）を4車線で供用開始
- 2014年（平成26年）11月30日 : 新仁淀川大橋を含む高知市春野町弘岡上から土佐市中島間(L=1.2km)が4車線化し、これにより事業完了